# August Breithaupt
Johann Friedrich August Breithaupt (Probstzella, 18 de mayo de 1791; Freiberg, 22 de septiembre de 1873) fue un mineralogista alemán, autor de una injundiosa obra de mineralogía en tres volúmenes, el Vollständiges Handbuch der Mineralogie [Manual completo de mineralogía]. El manual, que establece una sistemática para la clasificación de los minerales, fue publicado en Dresde y Leipzig a mediados del siglo XIX, se tradujo después a varios idiomas y se transformó en una obra clásica en la que el autor describe por primera vez varios minerales, entre muchos otros, la beraunita, la variscita, la digenita, la jarosita y la hedifana.

## Biografía

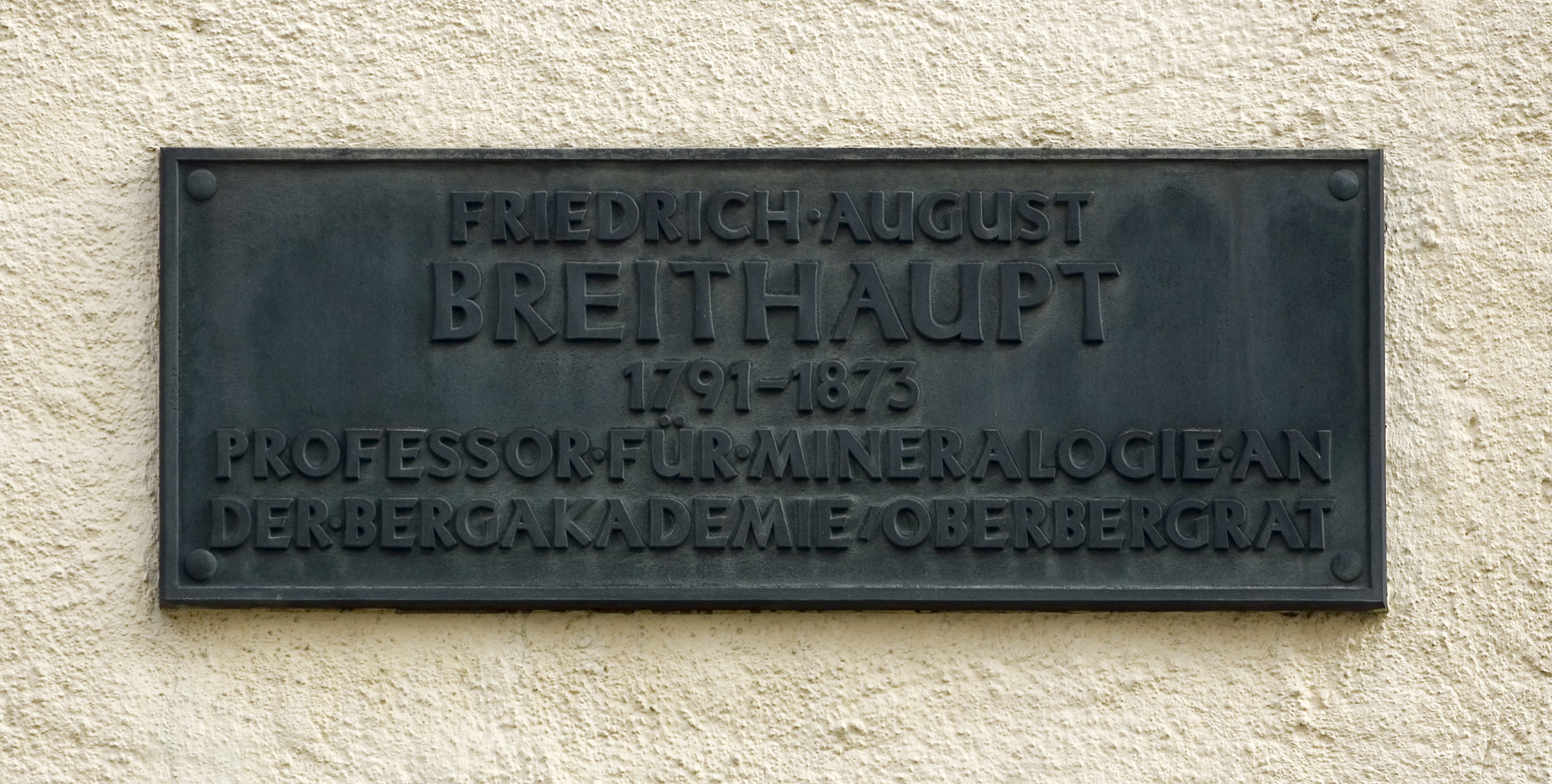
Placa conmemortiva en la que fue su casa en Freiberg, ubicada en Waisenhausstraße 10

Nació y creció en la ciudad sajona de Freiberg. Entre 1809 y 1811 estudió primeramente Matemáticas y Ciencias naturales en Jena para después continuar estudios de Geología en Freiberg donde fue discípulo de Abraham Gottlob Werner. Hizo una veloz carrera académica y ya 1813 era profesor ayudante en la escuela de minería, además de desempeñarse como inspector de las colecciones académicas. A partir de 1826 y hasta 1866 fue profesor de mineralogía en la academia minera e inspector estatal de piedras preciosas. Como mineralogista se caracterizó por su trabajo eminentemente práctico y por ser un profesor destacado. Hizo aportes muy significativos al desarrollo de la mineralogía moderna, descubriendo 47 minerales nuevos, aparte de completar la descripción de características de muchos otros que ya se conocían. En general, ayudó de manera importante a la determinación, diferenciación y clasificación de minerales. Es autor de cerca de 4500 determinaciones de peso específico. También investigó los sistemas cristalinos y determinó formas primarias de muchos minerales a través de la medición de sus ángulos. Si bien no todas sus teorías mantienen vigencia, algunas fueron notablemente útiles, como la teoría de la paragénesis. 
Notables fueron también sus contribuciones en cristalografía. Sus estudios lo llevaron a formular nuevas leyes y aumentar a 13  los sistemas cristalográficos (hasta entonces se habían validado solo 6). Tres de estos sistemas conservan aún su nombre. No todas estas listas resultaron ser exactas ulteriormente, pero estas descripciones y clasificaciones sistemáticas posibilitaron muchos otros nuevos descubrimientos y precisiones-
En 1817 (muy tempranamente en su trayectoria) Breithaupt se dio cuenta e indicó por primera vez que los minerales de una misma mezcla pueden presentarse tanto en cristales, como en otra forma sólida que no muestra cristalización alguna, denominando este último estado «poradina»". Más adelante, Fuchs introdujo para esto el concepto de «amorfo», que continúa utilizándose. De igual manera el concepto de pseudomorfosis también tiene orígenes en sus trabajos (el tema fue tratado por primera vez en su obra 'Ueber die Echtheit der Krystalle [Sobre la autenticidad de los cristales], de 1815, describiendo el fenómenos de transformación de masas rocosas enteras a partir de la acumulación de minerales previamente existentes, es decir, aparición de pseudomorfosis, lo que constituye un descubrimiento importante para las ciencias geológicas.

Gracias a su trabajo de colección y clasificación, aumetó en 20 000 piezas la colección mineralógica de la Universidad Técnica Bergakademie de Freiberg. la naturaleza de la estructura cristalina amorfa.
En la comunidad científica tuvo notoria participación como miembro de las academias de Múnich, Florencia, Gotinga, Madrid y Halle.
En los últimos años de su vida, tuvo que lamentar la pérdida progresiva de su visión a causa de una enfermedad que finalmente lo dejó ciego. Murió en Freiberg a los 83 años.

## Obras
- Über die Aechtheit der Kristalle [Acerca de la autenticidad de los cristales] (1815), Versión digitalizada)
- Kurze Charakteristik des Mineral-Systems [Breve caracterización del sistema mineral] (1820)
- Vollständige Charakteristik des Mineral-System's [Caracterización completa del sistema mineral] (1823), Versión digitalizada de la tercera edición)
- Die Bergstadt Freiberg im Königreiche Sachsen [La ciudad minera de Freiberg en el Reino de Sajonia] (1825), Versión digitalizada)
- Vollständiges Handbuch der Mineralogie [Manual completo de mineralogía] (3 volúmenes, 1836–1847), Versión digitalizada del volumen 1, Versión digitalizada del volumen 2, Versión digitalizada del volumen 3)
- Die Paragenesis der Mineralien [La paragénesis de los minerales] (1849), Versión digitalizada)

## Reconocimientos
- Doctor honoris causa de la Universidad de Jena
- Doctor honoris causa de la Universidad de Marburgo
- Ciudadano honorario de Zwickau
- El antimoniuro natural de níquel recibió en su honor el nombre de breithauptita.[3]
- En 1863 fue elegido miembro de la Academia de eruditos Leopoldina, en la sección de Mineralogía, Cristalografía y Petrología.[5][6]